# Ріг (село)
Ріг  — колишнє село в Україні, у Бердичівському районі Житомирської області. Підпорядковувалось Слободищенській сільській раді. Розташовувалося за 3 км на схід від села Слободище.

## Історія
Хутір Ріг виник у 1920-х роках. Весь час існування підпорядковувався Слободищенської сільської ради.
Зняте з обліку Рішенням виконкому Житомирської обласної Ради від 9 грудня 1985 року.
Колишні вулички села є польовими дорогами, територія колишніх садиб сьогодні є обробленими городами із залишками садів, також на території колишнього села є якісь споруди господарського або житлового призначення.